# Carlo Celada
Carlo Celada (Ferrara, 15 febbraio 1884 – Milano, 18 giugno 1957) è stato un ginnasta italiano.
Ha partecipato alle Olimpiadi 1908 tenutesi a Londra, in cui la rappresentativa italiana maschile si è classificata al sesto posto nel concorso a squadre. 